# Microserica negrosiana
Microserica negrosiana är en skalbaggsart som beskrevs av Brenske 1899. Microserica negrosiana ingår i släktet Microserica och familjen Melolonthidae. Inga underarter finns listade i Catalogue of Life.